# Liste der Stolpersteine in Rüdesheim am Rhein
Die Liste der Stolpersteine in Rüdesheim am Rhein enthält alle Stolpersteine, die im Rahmen des gleichnamigen Kunst-Projekts von Gunter Demnig in Rüdesheim am Rhein verlegt und gefunden wurden. Mit ihnen soll an Opfer des Nationalsozialismus erinnert werden, die in Rüdesheim am Rhein lebten und wirkten.

## Verlegte Stolpersteine
| Adresse, Lage               | Name                  | Inschrift                                                                                               | Verlegedatum | Bild | Anmerkungen |
| --------------------------- | --------------------- | --- | ------------ | ---- | ----------- |
| Kellerstraße 14 (Standort)  | Frieda Weil           | HIER WOHNTE FRIEDA WEIL GEB. ECKSTEIN JG. 1887 DEPORTIERT 1942 PIASKI ERMORDET                          | 4. Feb. 2020 |      |             |
| Kellerstraße 14 (Standort)  | Gertrude Götz         | HIER WOHNTE GERTRUDE GÖTZ GEB. WEIL JG. 1914 DEPORTIERT 1941 LODZ / LITZMANNSTADT ERMORDET              | 4. Feb. 2020 |      |             |
| Kellerstraße 14 (Standort)  | Max Günther Weil      | HIER WOHNTE MAX GÜNTHER WEIL JG. 1919 DEPORTIERT 1942 PIASKI ERMORDET                                   | 4. Feb. 2020 |      |             |
| Langstraße 3 (Standort)     | Karl Rothschild       | HIER WOHNTE KARL ROTHSCHILD JG. 1851 DEPORTIERT 1942 THERESIENSTADT ERMORDET 4.10.1942                  | 4. Feb. 2020 |      |             |
| Langstraße 3 (Standort)     | Mathilde Rothschild   | HIER WOHNTE MATHILDE ROTHSCHILD GEB. LEVITTA JG. 1863 DEPORTIERT 1942 THERESIENSTADT ERMORDET 18.1.1943 | 4. Feb. 2020 |      |             |
| Langstraße 3 (Standort)     | Bella Levitta         | HIER WOHNTE BELLA LEVITTA JG. 1876 DEPORTIERT 1942 THERESIENSTADT 1942 TREBLINKA ERMORDET               | 4. Feb. 2020 |      |             |
| Steingasse 9 (Standort)     | Käthchen Hirschberger | HIER WOHNTE KÄTHCHEN HIRSCHBERGER GEB. HOFMANN JG. 1872 FLUCHT 1938 USA                                 | 4. Feb. 2020 |      |             |
| Steingasse 9 (Standort)     | Meta Hirschberger     | HIER WOHNTE META HIRSCHBERGER JG. 1894 FLUCHT 1938 USA                                                  | 4. Feb. 2020 |      |             |
| Steingasse 9 (Standort)     | Irma Hirschberger     | HIER WOHNTE IRMA HIRSCHBERGER JG. 1896 FLUCHT 1938 USA                                                  | 4. Feb. 2020 |      |             |
| Steingasse 9 (Standort)     | Gerta Hirschberger    | HIER WOHNTE GERTA HIRSCHBERGER JG. 1896 FLUCHT 1938 USA                                                 | 4. Feb. 2020 |      |             |
| Steingasse 9 (Standort)     | Gustav Hirschberger   | HIER WOHNTE GUSTAV HIRSCHBERGER JG. 1904 FLUCHT 1938 USA                                                | 4. Feb. 2020 |      |             |
| Steingasse 9 (Standort)     | Elsa Hirschberger     | HIER WOHNTE ELSA HIRSCHBERGER JG. 1906 FLUCHT 1938 USA                                                  | 4. Feb. 2020 |      |             |
| Wilhelmstraße 10 (Standort) | Josef Moos            | HIER WOHNTE JOSEF MOOS JG. 1869 DEPORTIERT 1942 THERESIENSTADT ERMORDET 30.9.1942 TREBLINKA             | 4. Feb. 2020 |      |             |